# Léon de Castro
Léon de Castro (Valladolid, 1500 circa – Salamanca, 1580 o 1586) è stato un teologo, grecista e orientalista spagnolo.
Fu un canonico di Valladolid nel secolo XVI, professore di teologia e lingue orientali a Salamanca.

## Biografia
Discepolo di Hernán Núñez de Toledo, detto el Comendador Griego, patriarca dei grecisti spagnoli, de Castro redasse in latino, dopo la morte del suo maestro, il prologo del suo grande repertorio paremiologico Refranes o proverbios en romance (Salamanca, 1555), una delle opere più significative di Núñez, e gli succedette nella carica di professore di greco e lingue orientali a Salamanca. Brillante biblista, consacrò i suoi studi soprattutto all'esposizione del Libro di Isaia, mostrando, nelle parole di Nicolás Antonio, un ingegno brillante e una memoria straordinaria (ingenium acre et capax, insignemque memoriam), e si procurò una non comune fama di erudizione scritturistica. Tra i suoi discepoli si ricordano il filologo Francisco Sanchez de las Brozas, che ne tesse un caloroso elogio nella dedicatoria al suo commentario alle Sylvae di Poliziano (Salmanticae, Andrea a Portonariis, 1554), e il letterato Juan de Mal Lara.

## La polemica con Arias Montano
Critico della Bibbia ebraica e difensore della Septuaginta e della Vulgata, de Castro argomentò la sua posizione nell'opera Apologeticus pro lectione apostolica, et euangelica, pro vulgata Diui Hieronymi, pro translatione 70 virorum, in cui sosteneva che non bisognava riporre nelle Scritture ebraiche, viziate e corrotte con l'introduzione dei punti vocalici, la fiducia che vi riponeva la maggior parte degli studiosi, e che piuttosto bisognava ricercare il vero e certo contenuto dell'Antico Testamento nelle traduzioni di San Gerolamo e dei Settanta.
Sul problema dell'affidabilità della Bibbia ebraica, de Castro ingaggiò una lunga polemica col biblista Benito Arias Montano, di vedute opposte alle sue. De Castro accusava Montano di aver usato nella sua Edizione Poliglotta il testo ebraico e caldaico della Bibbia e di aver lasciato sullo sfondo sia i Santi Padri sia le versioni greca e latina. La polemica si inasprì a tal punto che de Castro arrivò a denunciare Montano all'Inquisizione spagnola, per aver alterato il testo biblico e per aver fatto un uso troppo libero degli scritti rabbinici, in spregio del decreto del Concilio di Trento sull'autenticità della Vulgata. Nonostante la Bibbia Poliglotta fosse stata promossa da Filippo II e avesse ricevuto il Nihil Obstat da parte di Gregorio XIII nel 1572, de Castro riuscì quasi nell'intento di farla condannare come eretica: lo stesso Arias Montano fu costretto a comparire davanti all'Inquisizione nel 1576. Tuttavia nel 1577 il gesuita Juan de Mariana, incaricato del giudizio finale sulla Poliglotta, pur trovando numerose carenze nell'opera, la dichiarò non eretica. Il processo venne infine chiuso nel 1580.

## Opere
- (LA) Léon de Castro, Commentaria in Esaiam prophetam, ex sacris scriptoribus Graecis, & Latinis confecta, aduersus aliquot commentaria, & interpretationes quasdam ex rabinorum scrinijs compilatas, Salamanticae, Mathias Gastius, 1570. URL consultato il 25 maggio 2019.
- (LA) Léon de Castro, Apologeticus pro lectione apostolica, et euangelica, pro vulgata Diui Hieronymi, pro translatione 70 virorum, proque omni ecclesiastica lectione contra earum obtrectatores, Salamanticae, excudebant haeredes Mathiae Gastij, 1585. URL consultato il 25 maggio 2019.
- (LA) Léon de Castro, Commentaria in Oseam prophetam, ex veterum patrum scriptis, qui Prophetas omnes ad Christum referunt, iuxta illud Domini, quae sunt in Psalmis & Prophetis scripta de me, Salamanticae, excudebant haeredes Mathiae Gastij, 1586. URL consultato il 25 maggio 2019.